# When Jenkins Washed Up
When Jenkins Washed Up è un cortometraggio muto del 1906 diretto da Lewin Fitzhamon.

## Trama
Maldestro in casa, un marito goffo fracassa tutte le stoviglie.

## Produzione
Il film fu prodotto dalla Hepworth.

## Distribuzione
Distribuito dalla Hepworth, il film - un breve cortometraggio di 83,8 metri - uscì nelle sale cinematografiche britanniche nell'agosto 1906.
Si conoscono pochi dati del film che, prodotto dalla Hepworth, fu distrutto nel 1924 dallo stesso produttore, Cecil M. Hepworth. Fallito, in gravissime difficoltà finanziarie, il produttore pensò in questo modo di poter almeno recuperare il nitrato d'argento della pellicola.